# Мендель Юлія Володимирівна
Ю́лія Володи́мирівна Ме́ндель (нар. 3 вересня 1986, Генічеськ, Херсонська область) — українська журналістка. Прессекретар Президента України з 3 червня 2019 року по 9 липня 2021 року.

## Життєпис
Закінчила Київський університет ім. Шевченка. У червні 2008 року закінчила Інститут філології КНУ, де вивчала англійську та польську мови, українську мову та літературу.
У 2012 році захистила кандидатську дисертацію на тему «Натурфілософська металогія лірики Володимира Затуливітра в контексті поезії 1970-90 рр».
З травня 2008 по грудень 2014 року працювала репортеркою в ICTV. 3 грудня 2014 по червень 2015 року — редакторка в Еспресо TV.
З грудня 2015 по квітень 2016 року була кореспонденткою телеканалу 112 Україна в США. З червня 2016 по січень 2017 року — журналістка міжнародної редакції телеканалу Інтер.
Була позаштатною кореспонденткою The New York Times в Україні з січня 2017 по травень 2019 року. Також співпрацювала з низкою таких іноземних видань і телеканалів, як Politico Europe, VICE News, CNBC, New Eastern Europe, The New York Times, World Affairs Journal, Spiegel Online. Була консультанткою з комунікацій в офісі Світового банку в Україні з 2017 по 2019 рік.
Перша українська журналістка, що взяла участь у програмі Світового інституту преси (англ. World Press Institute). 
У квітні 2016 року виступила продюсером першого документального фільму про посттравматичний синдром «Контужений: травма України» (англ. Shell-Shocked: Ukraine's Trauma).
Стажувалася за кордоном у рамках програми Солідарності імені Леха Валенси, програми THREAD у Єльському університеті, пройшла курс Варшавської літньої євроатлантичної академії (WEASA).
3 червня 2019 року указом Президента України вона призначена прес-секретарем глави держави, вигравши конкурс на цю посаду і обійшовши 4 тисячі претендентів.

### 2019−2021: прессекретар Президента України
На посаді прессекретаря Президента України Володимира Зеленського вела міжнародний напрямок. Зокрема, Зеленський дав інтерв'ю провідним західним ЗМІ, таким як Le Monde, Der Spiegel, Gazeta Wyborcza, а також з'явився на обкладинках видань Time і The Guardian. У серпні 2020 року вийшло інтерв'ю Володимира Зеленського телеканалу Euronews 13 мовами.
Також робила офіційними заяви, які мали широкий суспільний резонанс. Зокрема, були зроблені заяви Володимира Зеленського щодо ПриватБанку та олігарха Ігоря Коломойського, де український президент заявив, що в історії з банком «захищатиме лише інтереси держави Україна, інтереси кожного українця», і що «Коломойський не має повноважень виступати від імені України або Офісу Президента». В інтерв'ю журналісту Наталії Влащенко сказала, що «ревнує Зеленського до Коломойського» і що олігарх «забирає в неї функції».
Займалася супроводом Президента України в усіх поїздках регіонального та міжнародного рівня. Курирувала інформаційний зміст офіційного сайту Президента України, соціальних мереж, а також роботу зі ЗМІ.
9 грудня 2019 року взяла участь у переговорах Нормандського формату в Парижі.
30 липня 2020 року, в американському виданні The National Interest, вийшла стаття Юлії Мендель під назвою «Чому Україна справді йде дорогою реформ» (англ. Why Ukraine Really Is On the Road to Reform), де вона розповіла про нові державні ініціативи, президентство Зеленського, можливий підпал будинку голови «Центру протидії корупції» Віталія Шабуніна, земельну реформу, а також транші МВФ.
15 березня 2021 року дебютувала в ролі ведучої програми «Погляд з Банкової» на телеканалі «Дім», про запуск якої стало відомо лише в день першого ефіру. Пізніше з'ясувалося, що Мендель була не ведучою програми, а одним зі спікерів від Офісу Президента України і в ефірах програми з'являться також інші колеги по роботі у владі.
9 липня 2021 року Юлія Мендель завершила роботу на посаді прессекретарки президента.

### 2021–2022: книга «Кожен із нас — Президент»
11 липня 2021 року випустила в українському видавництві «Клуб сімейного дозвілля» свою книгу «Кожен із нас — Президент».

| Ця книга — спроба осмислити українські реалії з погляду українки, народженої наприкінці 1980-х, прямо перед розвалом Союзу. Народженої в російськомовному місті, але для якої українська мова стала рідною. Яка добряче відчула смак усіх страхів, комплексів і обмежень імперії під Росією, але яка навчалася в західного світу, об'їздивши десятки курсів і програм у Європі та США. |
| — Юлія Мендель |

З 17 липня 2021 до 4 вересня 2021 — журналістка в програмі «Велика деолігархізація» на телеканалі «Україна 24». Також працювала журналісткою в програмі «Реальна політика з Євгенієм Кисельовим» на телеканалі «Україна 24».

### 2022–дотепер: книга «The Fight of Our Lives»
Після початку повномасштабного російського вторгнення в Україну, 13 вересня 2022 року Мендель випускає книгу англійською мовою «Битва за наші життя» (англ. The Fight of Our Lives) з підзаголовком «Мій час із Зеленським, битва України за демократію та її значення для світу» (англ. My Time With Zelenskyy, Ukraine’s Battle for Democracy, and What it Means to the World). Книга присвячена спогадами про ключові події за два роки, що передували російському вторгненню у 2022 році, від зустрічей між Зеленським і президентом Росії Володимиром Путіним, на яких Мендель була присутня, до відповідей на запити преси після сумнозвісних телефонних дзвінків між президентом США Дональдом Трампом і Зеленським. Також Мендель у своїх мемуарах детально описує життя в Україні під час війни. Книга вийшла в США у видавництві Simon & Schuster.
21 вересня стало відомо, що телевізійна продакшн-компанія Future Shack Entertainment, яку нещодавно заснував колишній голова USA Network та UCP Джефф Вахтель, придбала права на мемуари Юлії Мендель для створення серіалу.

## Погляди
Після перемоги Дональда Трампа, Мендель закликала українців «не драматизувати» щодо результату президентських виборів у США 2024 року, так як «жоден з кандидатів не запропонував очевидної перемоги для України», при тому що «Україна слабшає з кожним днем під невпинним тиском цієї війни… саме тому ми потребуємо послідовності, відданості та ясного розуміння реальності тут, вдома».

| Заклики призупинити війну, навіть тимчасово, щоб зберегти націю, часто відкидаються як наївні, як правило, тими, хто знаходиться далеко від лінії фронту. Критики стверджують: «Путін знову нападе». Однак ця аргументація, схоже, вимагає, щоб ми виправдовували приголомшливі людські втрати і потенційне зникнення України на основі гіпотетичної майбутньої загрози. По суті: помри зараз, щоб уникнути можливої смерті пізніше. |
| — Юлія Мендель |

30 січня 2025 року Мендель опублікувала статтю у Time, де закликала до негайного припинення вогню в Україні, оскільки війна виснажує країну дощенту. За її словами, перспектива членства в НАТО стає «дедалі віддаленішою», в той час як Україна «втрачає свою націю іншими способами»: громадяни виїжджають за кордон як біженці, гинуть цивільні та військові, руйнуються міста та інфраструктура.

| Я закликаю наших союзників, наших лідерів і насамперед моїх співвітчизників-українців: подумайте про цінність припинення вогню. Давайте приймемо цей важкий шлях не як капітуляцію, а як необхідний крок до забезпечення майбутнього України. Ми зобов'язані зробити це заради нашої нації, заради тих, хто поліг, і заради тих, хто успадкує Україну, яку ми прагнемо захистити. |
| — Юлія Мендель |

Юлія Мендель у коментарі для France 24 додала, що «більшість людей в Україні однозначно згодні з необхідністю припинення війни», а «ті українці, які живуть під обстрілами, найбільше прагнуть припинення вогню». Також вона вважає нереалістичним підходом «обміняти стільки життів українців і фактично поставити під загрозу існування української нації за ілюзію, що НАТО запросить нас в якийсь момент».
У своїй статті у виданні Kyiv Post від 19 лютого 2025 року Мендель вважає, що для Європи настав «критичний момент» після переобрання Дональда Трампа президентом США. На її думку «Європа опинилася між необхідністю відстоювати свою роль у глобальній безпеці і виконанням на практиці своїх військово-політичних зобов’язань. Дебати щодо миротворців в Україні стосуються не лише військової присутності, а й ідентичності та ролі Європи у міжнародних справах, особливо у світі після Холодної війни, де традиційні альянси перебувають на стадії перегляду». 

## Журналістські розслідування

### Висвітлення корупції в матеріалах
У 2016 році Мендель опублікувала в Politico матеріал про корупцію у вишах України, в якому розповідала, як була змушена заплатити хабар у $200 своєму науковому керівнику, щоб захистити дисертацію в університеті. Звинувачений Юлією професор КНУ Юрій Ковалів 2016 року подав на неї та на видання Politico до суду для захисту честі, гідності та ділової репутації. Ухвалою Херсонського міського суду 1 квітня 2019 року інформацію про хабарництво, поширену Мендель, визнали недостовірною; суд зобов'язав Мендель та видання опублікувати спростування. 6 червня 2019 року Мендель подала апеляцію на це рішення. У суді її адвокат стверджував, що в статті «ані імені, ані прізвища свого наукового керівника Мендель не вказувала, не мала на меті приниження його честі, гідності, ділової репутації та не стверджувала, що професор взяв гроші», хоча під час засідання суду першої інстанції особисто Мендель заявляла протилежне. 15 жовтня 2020 року Херсонський апеляційний суд визнав звинувачення у хабарництві «оціночним судженням Мендель», задовольнив її вимоги і вирішив скасувати рішення попередньої інстанції. Професору Коваліву відмовили в задоволенні його претензій.

### Стаття про причетність Джо Байдена до відставки Віктора Шокіна
1 травня 2019 року в The New York Times вийшла стаття Кеннета Воґеля та Юлії Мендель. У статті йшлося про те, що 2016 року віцепрезидент Джо Байден сприяв відстороненню генерального прокурора України Віктора Шокіна, якого критикували у США за перешкоджання антикорупційній реформі. У статті журналісти припускали, що мотивом таких дій Байдена могло бути розслідування щодо української енергетичної компанії Burisma Holdings, членом правління якої був Гантер Байден, син Джо Байдена.

## Професійні досягнення
Мендель стала першою українською журналісткою, яка виграла програму Світового інституту преси (англ. World Press Institute), а також пройшла стажування Knight Wallace Fellowship в Університеті Мічигану, де вивчала політичні технології і психологію бідності[джерело?]. 
Восени 2019 року увійшла до рейтингу 100 найвпливовіших жінок України за версією журналу «Фокус».
У березні 2021 року Мендель увійшла до топ-100 найуспішніших жінок України за версією журналу New Voice, в категорії «Держчиновниці».
У 2023 році стала лауреатом міжнародної премії для блогерів World Influencers and Bloggers Awards.
Також Мендель отримала нагороду від Головного управління розвідки Міністерства оборони України[джерело?], медаль від Папи Римського[джерело?].

## Особисте життя
У стосунках із екс-заступником міністра економіки Павлом Кухтою (уряд Гончарука).

## Науковий ступінь
- Кандидат філологічних наук

### Декларація
- Е-декларація [Архівовано 8 липня 2020 у Wayback Machine.]